# Прохорів
Про́хорів — село в Україні,у Михайло-Коцюбинській селищній громаді Чернігівського району Чернігівської області. До 2016 орган місцевого самоврядування — Дніпровська сільська рада.
Населення становить 47 осіб. 

## Історія
За даними на 1859 рік у козацькому й власницькому селі Чернігівського повіту Чернігівської губернії мешкало 13 осіб (6 чоловічої статі та 7 — жіночої), налічувалось 2 дворових господарства.
12 червня 2020 року, відповідно до розпорядження Кабінету Міністрів України № 730-р «Про визначення адміністративних центрів та затвердження територій територіальних громад Чернігівської області», увійшло до складу Михайло-Коцюбинської селищної громади.
19 липня 2020 року, в результаті адміністративно-територіальної реформи та ліквідації Чернігівського району (1923—2020) Чернігівської області, увійшло до складу новоутвореного Чернігівського району.

## Історичні розвідки
На прикладі с. Прохорів український правознавець І-ї пол. XX ст. Микола Тостоліс досліджував традиційне українське звичаєве право.